# آسير إياراميندي
آسير إياراميندي (بالإسبانية: Asier Illarramendi)‏ هو لاعب كرة قدم إسباني (من مواليد 8 مارس 1990) في مدينة موتريكو. تدرج في الفئات العمرية لنادي ريال سوسيداد الذي وصل إلى رديفه سنة 2008 شارك في 93 مباراة وسجل 7 أهداف قبل انضمامه إلى الفريق الأول سنة 2011 الذي خاض معه 56 مباراة. تمكن من إثارة انتباه عدة أندية كبرى أبرزها ريال مدريد الذي فاز بصفقته في يوليو 2013 مقابل مبلغ وصل إلى 32 مليون و190 ألف يورو حيث سيحمل القميص رقم 24 وسيلعب في وسط الميدان.

## مشواره

### ريال سوسيداد
نشأ في نادي ريال سوسيداد، وأمضى معه 12 عاماً، أمضى أربعة أعوام مع الفريق الثاني لريال سوسيداد. في 19 / 6 / 2010 كان يوم ختام المرحلة الأخيرة للدوري الثاني حيث أرتقى فريق ريال سوسيداد لليغا. وكان أول ظهور لإيارامندي في الليغا مع إلتشي حيث خسر سوسيداد 4 / 1. في الشهر 2 من العام 2011 لعب إيارامندي كلاعب أساسي مع فريقه لمدة 90 دقيقة.

### ريال مدريد
في شهر يوليو 2013 وقّع ريال مدريد مع اللاعب بطلب من زين الدين زيدان ولعب إياراميندي أول مباراة له مع الريال مدريد ضد بورنموث الإنجليزي في مباراة استعدادية حيث شارك في الشوط التاني لمدة 45 دقيقة وأبهر ادأه الرائع صحيفتي الماركة والاس وفاز ريال مدريد في المباراة 6/0. انضم إلى براعم فريق ريال سوسيداد الإسباني عام 2001 ليمكث فيه 7 أعوام. وفي العام 2008 تم استدعاؤه لفريق الناشئين الفريق الثاني لريال سوسيداد حتى عام 2011 وظهر في 93 مباراة سجل من خلالها 7 أهداف. في العام 2011 تم استدعائه للفريق الأول وظهر في 54 مباراة. وفي عام 2013 انضم إلى ريال مدريد.

## المسيرة الكروية مع المنتخب
على صعيد المنتخب الإسباني فقد لعب لجميع فئاته. البداية كانت سنة 2006 مع منتخب تحت 17 سنة الذي لعب له 12 مباراة وعند بلوغه 19 سنة لعب مباراة واحدة مع المنتخب الإسباني تحت 19 سنة، وبحلول سنة 2011 لعب لمنتخب الشباب مالايقل عن 11 مباراة كما حمل ألوان المنتخب الأولمبي في مبارتين خلال سنة 2012 وهو لا يزال ينتظر فرصته للظهور بقميص المنتخب الأول.
- 2006 – 2007 لعب مع المنتخب الإسباني لأقل من 17 عام ظهر في 12 مباراة.
- 2009 – 2010 لعب مع المنتخب الإسباني تحت 19 عام ظهر في لقاء واحد.
- 2011 – 2013 لعب للمنتخب الإسباني تحت 21 عام ظهر فيها في 16 لقاء.
- 2012 لعب للمنتخب الإسباني تحت 23 عام وظهر في مباراتين فقط.

## الألقاب

### الجماعية
- منتخب إسبانيا لكرة القدم
  - كأس العالم تحت 17 سنة: 2007.
  - كأس الأمم الأوروبية تحت 21 سنة: 2013.
- ريال مدريد
  - كأس ملك إسبانيا: 2013-2014.
  - دوري أبطال أوروبا: 13/14.
  - كأس السوبر الأوروبي: 2014.
  - كأس العالم للأندية: 2014.

## الروابط الخارجية
- آسير إياراميندي على موقع الاتحاد الدولي (مؤرشف)  (الإنجليزية)
- آسير إياراميندي على موقع الاتحاد الأوربي (الإنجليزية)
- آسير إياراميندي على موقع الدوري الأمريكي (الإنجليزية)
- آسير إياراميندي على موقع إي إس بي إن إف سي (الإنجليزية)
- آسير إياراميندي على موقع قاعدة بيانات كرة القدم.إي يو (الإنجليزية)
- آسير إياراميندي على موقع ناشيونال فوتبول تيمز (الإنجليزية)
- آسير إياراميندي على موقع Soccerbase.com (لاعب) (الإنجليزية)
- آسير إياراميندي على موقع Soccerway.com (الإنجليزية)
- آسير إياراميندي على موقع عالم كرة القدم.نت (الإنجليزية)
- آسير إياراميندي على موقع كووورة